# İkinci Şıxlı
İkinci Şıxlı è un comune dell'Azerbaigian situato nel distretto di Qazax.